# Chastèldalfin
Chastèldalfin (italià Casteldelfino, piemontès Casteldelfin) és un municipi italià, situat a la regió del Piemont. L'any 2007 tenia 190 habitants. Està situat a la Val Varacha, dins de les Valls Occitanes. Limita amb els municipis de Blins, Elva, Oncin, Pont e la Chanal i Sampeyre.

## Administració
| Període | Identitat         | Partit        |
| ------- | ----------------- | ------------- |
| 2004-   | Domenico Amorisco | Llista cívica |